# Eduardo Alejandro Zbikoski
Eduardo Alejandro Zbikoski  (Misiones,  9 de julio de 1968) es un abogado y empresario argentino. Director del Grupo Metropol, La Nueva Metropol, La Nueva Metropolitana y Toyota Misiones S.A, entre otras compañías que forman parte del grupo. Emplea a más de 4 mil personas en el Área Metropolitana de Buenos Aires. 

## Vida
Primeros años
Eduardo A. Zbikoski nació en Posadas, en la Provincia de Misiones, Argentina, en 1968. Es hermano de Javier Zbikoski, ambos hijos de Eduardo Valois Zbikoski.
Eduardo Alejandro Zbikoski, nacido el 9 de julio de 1968 en Posadas, Misiones, dirige el Grupo Metropol, grupo de empresas que abarca cuatro áreas de negocios (transporte público de pasajeros, automotriz, agro etc). Nombrado por su padre directivo del Grupo Metropol desde su creación en el año 2013. Dicha empresa mantiene operaciones en el Área Metropolitana de Buenos Aires, en la región de Cuyo y en el Litoral del país. 
Eduardo y Javier  Zbikoski los directores del Grupo Metropol, y hermanos de otro empresario del mundo del transporte: Marcelo. Los tres provienen de Misiones, donde crecieron bajo el ala del exgobernador Ramón Puerta, siendo beneficiados con contratos públicos y privatizaciones. Durante el gobierno de Puerta el gobernador privatiza 
en 1996 la línea 65, adquirida por los hermanos Zbikoski formando el grupo Metropol. Durante los 90 gracias a los subsidios gubernamentales de parte del gobierno misionero llegaron a monopolizar todas las líneas en Misiones y luego en Corrientes, adquiriendo con 27 líneas en el Área Metropolitana de Buenos Aires).
Carrera
En 1986 comenzó su carrera en la empresa familiar Casimiro Zbikoski S.A., dedicada al transporte en autobús de pasajeros en Posadas.
Entre 1994 y 1996 formó parte de Bunge, Smith & Luchia Puig Abogados, bufete especializado en derecho mercantil, en donde se desempeñó como Asociado Junior. 
En 1996, redactó el contrato para la adquisición de La Nueva Metropol S.A. y llevó adelante el proceso de gestión de dicha empresa. 
Zbikoski fue investigado por la Justicia por una presunta maniobra a través de las líneas 194 y 195 para cobrar subsidios que no le correspondían. La normativa establecía que los "servicios diferenciales" no percibían compensaciones económicas, por lo que La Nueva Metropol recortó recorridos para volverlos "expresos" y así recibir sumas extras.
En 2018 fue imputado en una causa paralela por el Martínez De Giorgi investiga una denuncia contra la empresa Nueva Metropol por Estafa al estado nacional presentando facturas apócrifas para recibir cientos de millones de subsidios por servicios que no prestaban parte del dinero era desviado al exterior mediante la asociación fantasma 
Fundación Eduardo Zbikoski  y realizar cambios estructurales a mediano y largo plazo
La Nueva Metropol
Desde 1996, es presidente y CEO de La Nueva Metropol, Expreso Singer, y las compañías que integran el Grupo Metropol,
A cargo de La Nueva Metropol logró incrementar la rentabilidad de la empresa y el aumentó el capital de la compañía para ofrecer nuevos vehículos y propiedades terrestres. [cita requerida]Asimismo, durante su administración se adicionaron más de 800 vehículos en los últimos 6 años y logró dar a la empresa estabilidad jurídica. También diseñó e implementó, junto a su hermano, un modelo para la gestión basado en los conceptos de Calidad Total para mejorar la formación del personal de la compañía.
Premios y reconocimientos
En 2012 fue nombrado presidente de la Asociación Argentina de Empresarios del Transporte Automotor (AEETA), que nuclea al sector empresario del transporte de pasajeros por ómnibus. 